# Sanatorium Běhounek
Sanatorium Běhounek v Jáchymově je funkcionalistická budova vsazená do svahu nad lázeňským územím a je dílem akademického architekta Antonína Tenzera. Ten je kromě sanatoria Běhounek např. autorem dětské nemocnice Praha – Motol, terasových domů v Praze - Libni nebo Hotelu Jalta na Václavském náměstí v Praze.

## Stavba
Stavba sanatoria byla zahájena v březnu 1974 a dokončena v září roku 1975. Slavnostní otevření proběhlo v říjnu téhož roku. Výstavba tedy trvala pouhých 19 měsíců. Projektové práce vyšly na 2,8 miliónu a celková cena činila 228,2 miliónů. Dotace ze státního rozpočtu byla určena na výši 206 miliónů a 22,2 milióny se podílel zadavatel díla, tedy Československé státní lázně. Realizace byla provedena v rámci RVHP stavebním podnikem „7.juli“ Beograd z Jugoslávie a technologie dodal PZO INTEREXPORT BĚLEHRAD.

## Dispozice
Původní kapacita činila 238 lůžek. Dnes dosahuje včetně depandancí 350 lůžek, přičemž 12 z celkového počtu je v šesti pokojích uzpůsobeno pro tělesné postižené. Jedná se o komplexní zařízení, což znamená, že veškeré služby jsou pod jednou střechou, proto klient nemusí k léčbě docházet do jiných budov.

## Galerie

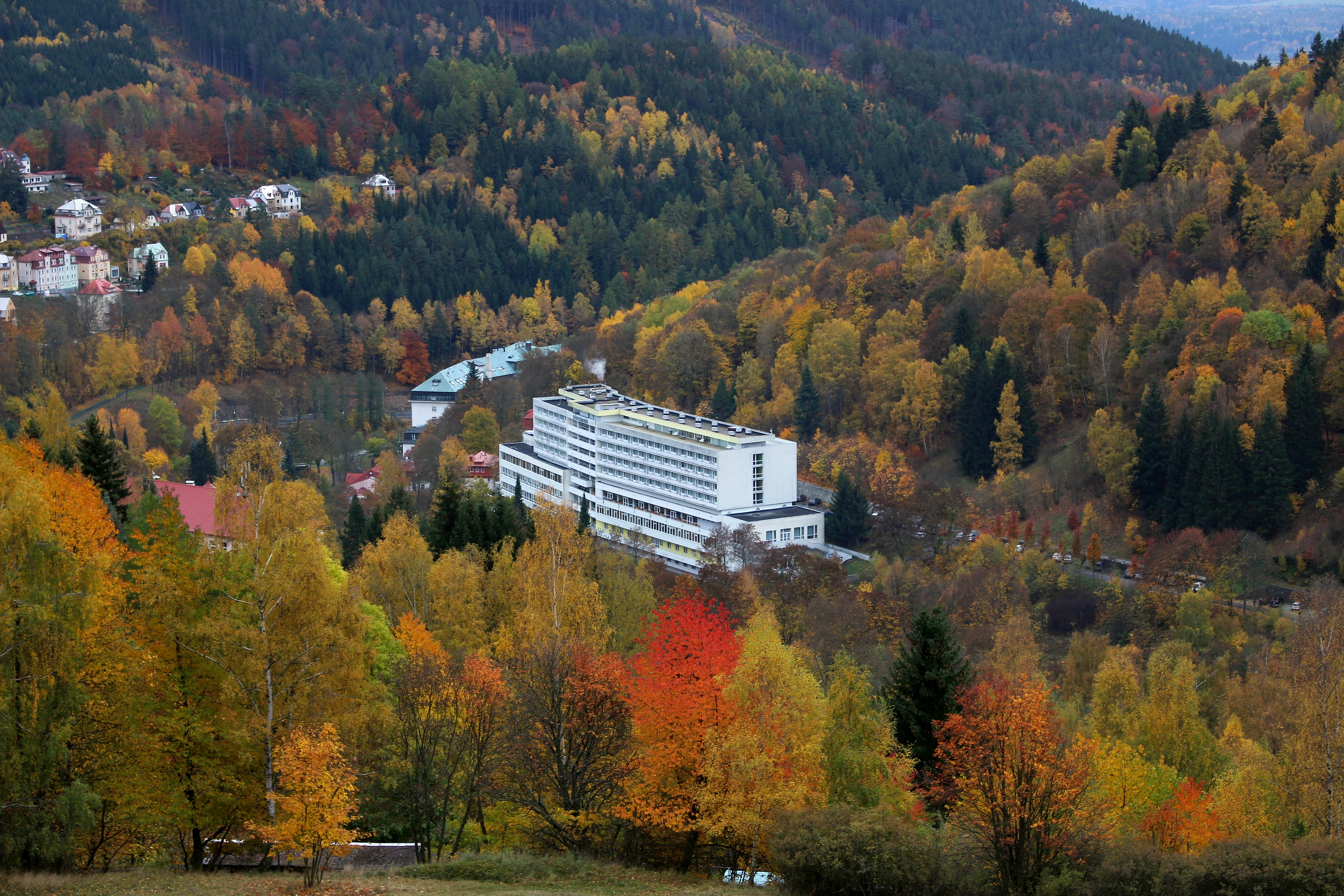
Z louky pod Císařskou alejí
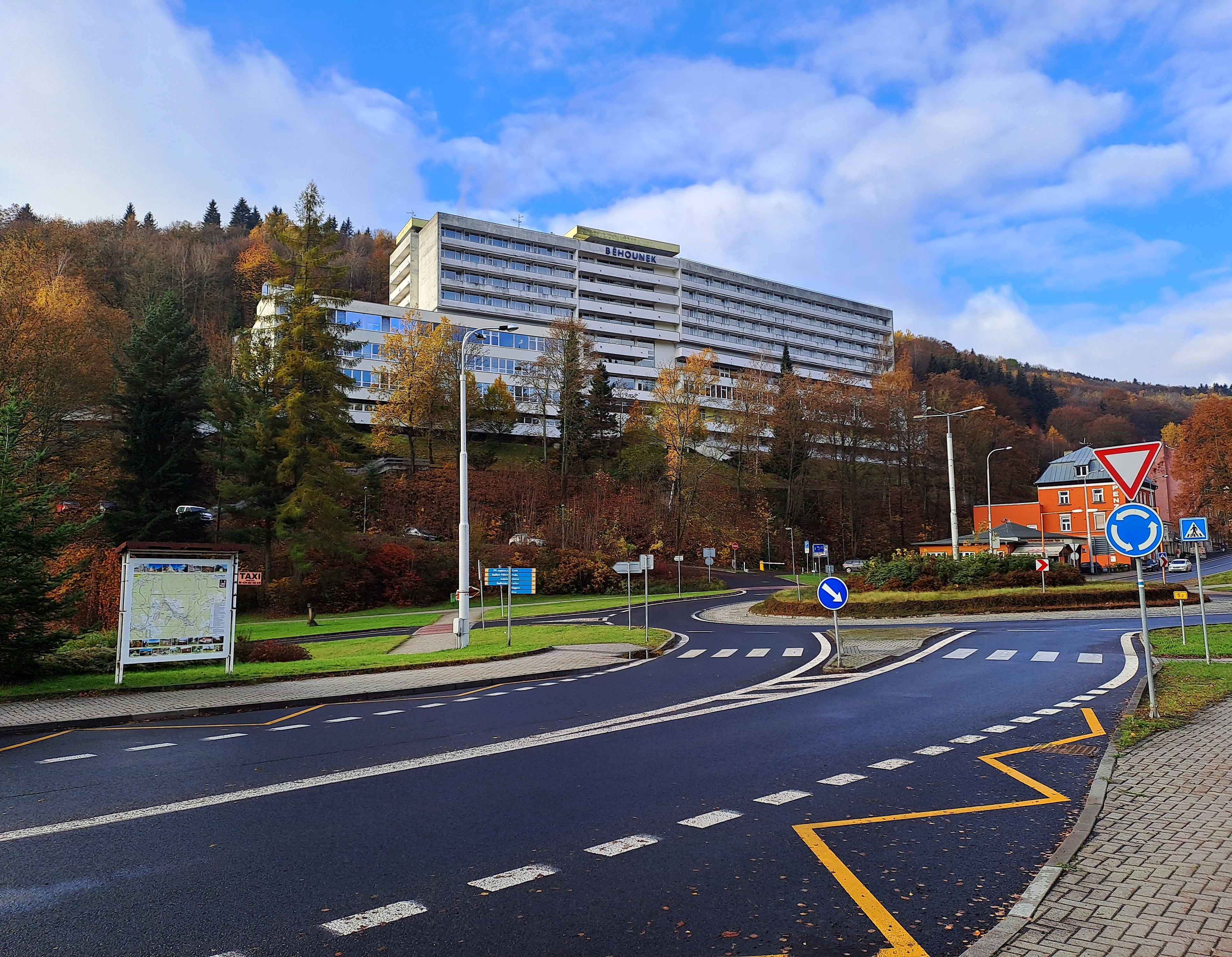
Od ulice Karlovarská
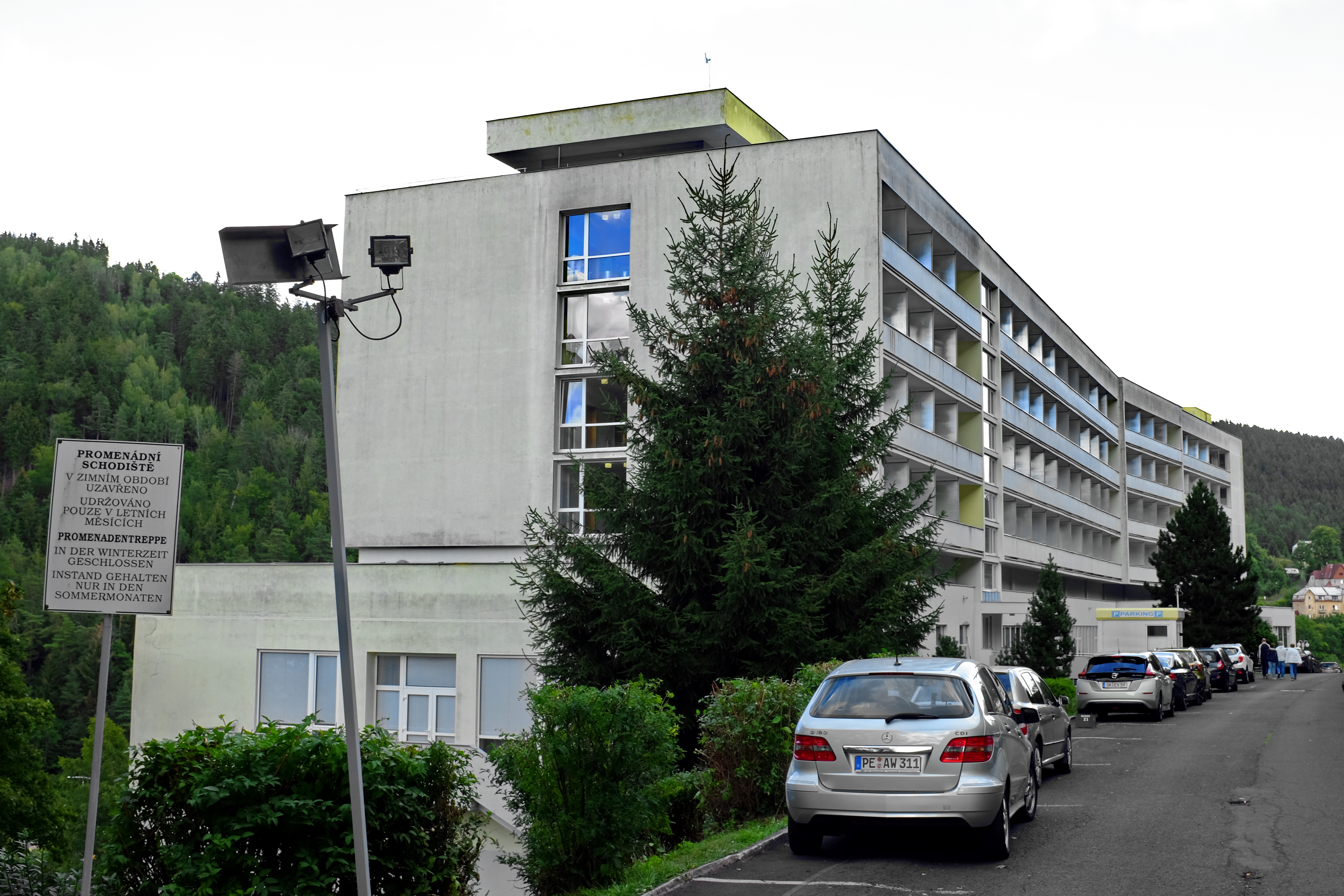
Z ulice Lidická
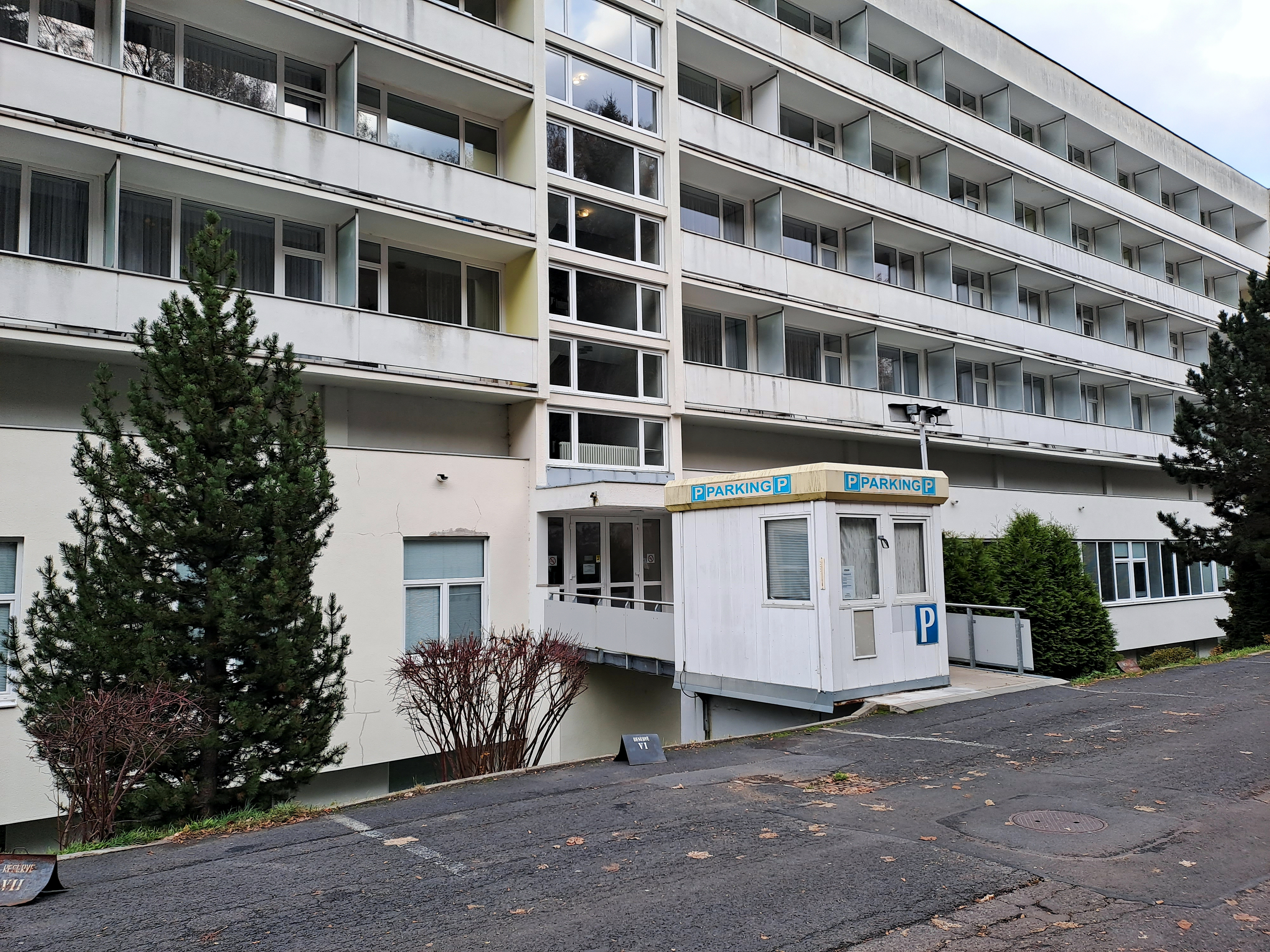
Parkoviště
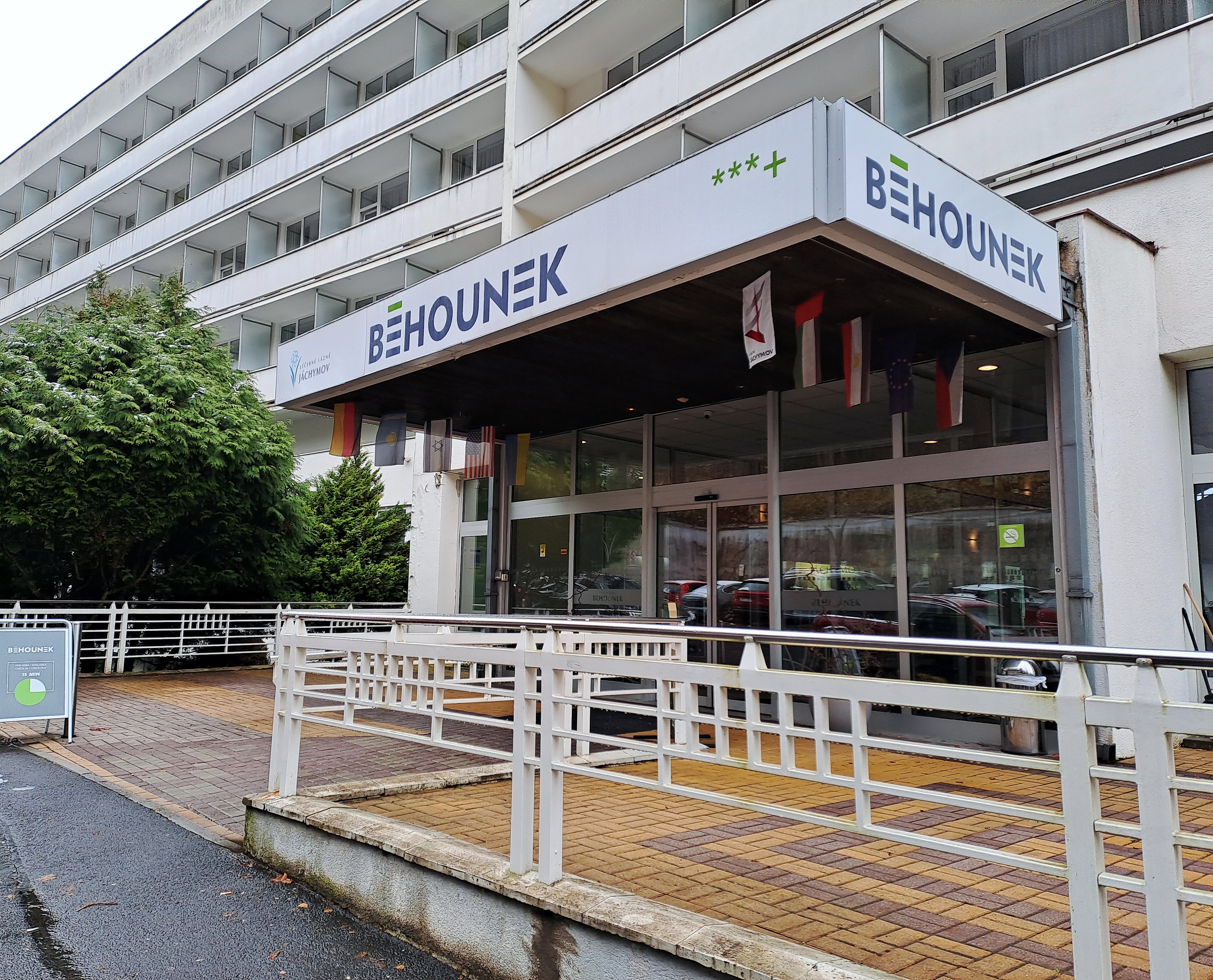
Hlavní vchod
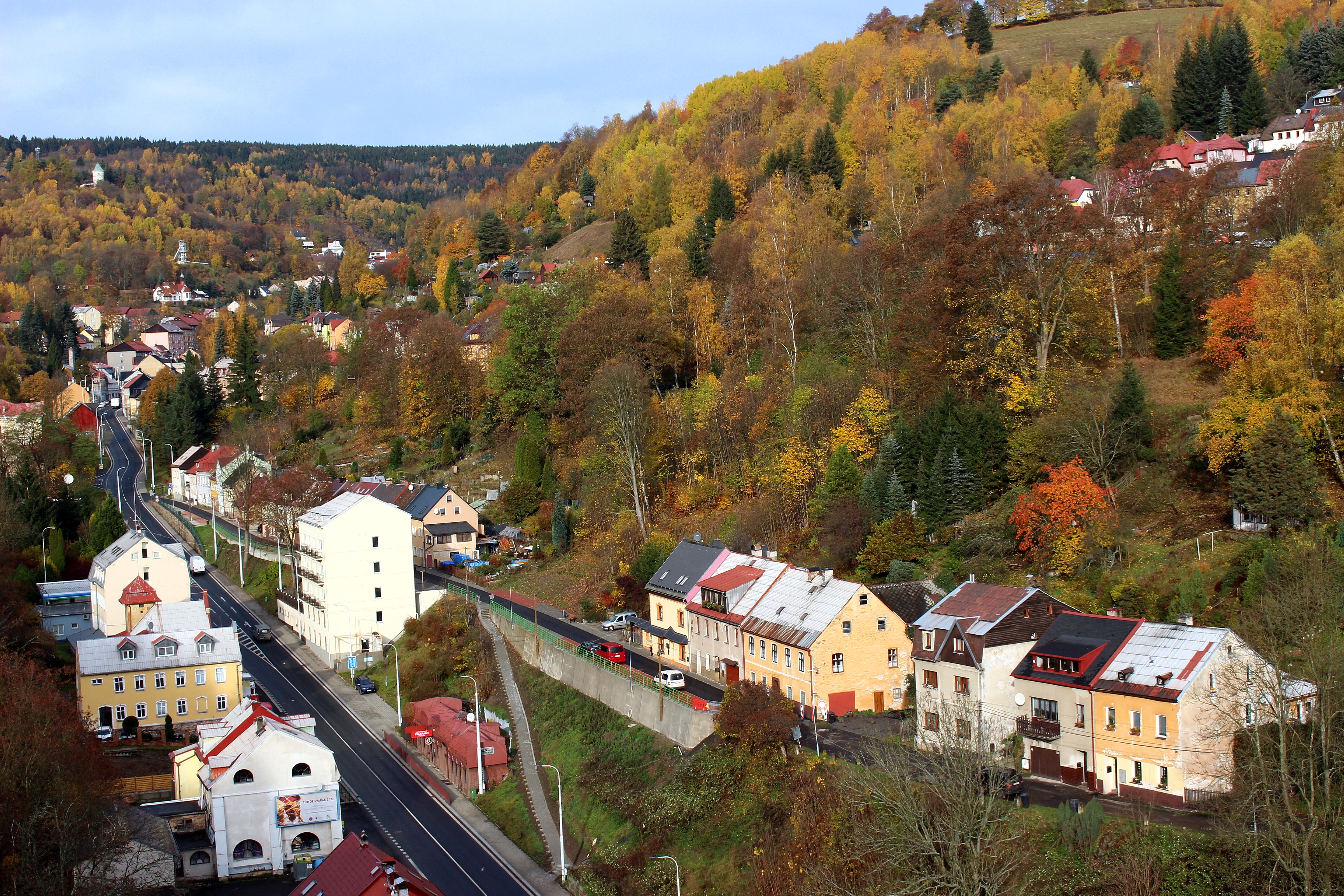
Pohled na Jáchymov z terasy na střeše